# Неокази
Неокази (мкд. Неокази) су насеље у Северној Македонији, у источном делу државе. Неокази су у саставу општине Пробиштип.

## Географија
Неокази су смештени у источном делу Северне Македоније. Од најближег града, Пробиштипа, насеље је удаљено 3 km јужно.
Насеље Неокази се налази у историјској области Злетово, у средишту Злетовске котлине. Западно од насеља издижу се прва брда планине Манговице. Надморска висина насеља је приближно 450 метара. Источно од насеља тече Злетовска река доњим делом свог тока.
Месна клима је умерено континентална.

## Становништво
Неокази су према последњем попису из 2002. године имали 95 становника.
Претежно становништво у насељу су етнички Македонци (100%).
Већинска вероисповест месног становништва је православље.

## Извори
- Попис у Македонији 2002. - Књига 10.